# Кларксвил Сити (Тексас)
Кларксвил Сити (енгл. Clarksville City) град је у америчкој савезној држави Тексас. По попису становништва из 2010. у њему је живело 865 становника.

## Демографија
Према попису становништва из 2010. у граду је живело 865 становника, што је 59 (7,3%) становника више него 2000. године.
| Група             | 2000.       | 2010.       |
| Белци             | 740 (91,8%) | 726 (83,9%) |
| Афроамериканци    | 32 (4,0%)   | 33 (3,8%)   |
| Азијати           | 0 (0,0%)    | 0 (0,0%)    |
| Хиспаноамериканци | 11 (1,4%)   | 74 (8,6%)   |
| Укупно            | 806         | 865         |